# DualDigital
DualDigital, o también llamado Dual Digital Controller, o simplemente conocido como el Controlador de PlayStation, es el primer control lanzado por Sony Computer Entertainment para su consola PlayStation. La versión original (modelo SCPH-1010) se lanzó junto con la PlayStation el 3 de diciembre de 1994.

## Diseño
Basado en el diseño básico de botones establecido para el mando de Super Nintendo, el DualDigital agregó un segundo par de botones de hombro para los dedos medios. Con la intención de actualizar el gamepad para navegar en entornos 3D como los que PlayStation fue diseñado para generar, el concepto detrás de los botones laterales para los dedos índice y medio era implementar controles de profundidad direccionales bidireccionales usando los dos conjuntos de botones. Para compensar el agarre menos estable al cambiar la ubicación de los dedos medios a los hombros, se agregaron agarraderas al control.
Usando unas formas geométricas simples de: un triángulo verde, un círculo rojo, una cruz azul y un cuadrado rosado, para etiquetar sus botones de acción en lugar de letras o números usados tradicionalmente, el DualDigital estableció una marca registrada que se incorporaría en gran medida a la marca PlayStation. En una entrevista con Teiyu Goto, diseñador del control DualDigital, explicó lo que significan los símbolos: el círculo y la cruz representan "sí" y "no", respectivamente (lo que explica su uso común como "confirmar" y "cancelar" en juegos; este diseño se invierte en los juegos occidentales); el triángulo simboliza un punto de vista y el cuadrado se compara con una hoja de papel que se utilizará para acceder a los menús.
El modelo norteamericano del controlador PlayStation es aproximadamente un 10% más grande que el modelo japonés, para tener en cuenta el hecho de que la persona promedio en la región tiene manos significativamente más grandes que la persona japonesa promedio.
La PlayStation 2 es retrocompatible con el control DualDigital, para aquellos juegos de la propia PS2 que no dependan obligatoriamente de los pads análogos, o la función de vibración, mientras que el DualDigital sirve en la PS2, cuando se reproduce un videojuego de la primera PlayStation, a excepción de Ape Escape el cual depende del DualAnalog o el primer DualShock.

## Historia
Ken Kutaragi relató el diseño del control:

En el desarrollo, simulamos cada posible situación del mando. Nos imaginamos cómo sería tener que dejar el teclado continuamente mientras mapea un juego, o jugar mientras está acostado en el piso, y muchos otros casos. Después de eso, tuvimos que decidir el peso de los botones y el teclado en sí. Ajustamos los pesos un gramo a la vez y finalmente encontramos el equilibrio correcto. Probablemente pasamos tanto tiempo en el desarrollo del mando como en el cuerpo de la máquina.

Tanto Goto como Kutaragi recordaron que el presidente de Sony Norio Ohga mostró un interés especial en el desarrollo del controlador y apoyó firmemente el diseño final.
El 2 de abril de 1996, Sony lanzó una versión revisada del DualDigital (modelo SCPH-1080), que es 10% más grande que el modelo de lanzamiento y presenta un cable más largo con un cordón de ferrita. Este modelo se incluyó con todas las consolas posteriores de la PlayStation, incluidos los modelos de lanzamiento norteamericanos.
Después de vender brevemente el DualAnalog en 1997, más tarde en ese mismo año, Sony comenzó a eliminar gradualmente el DualDigital, para dar la introducción del nuevo control DualShock, que se convertiría en el nuevo control estándar para la PlayStation, aunque el primero el juego requiere su uso obligatorio, era Ape Escape, solo que dicho juego se lanzaría dos años después.

## Curiosidades
- La función de este control se incorporó en los siguientes controles de Sony, y principalmente se puede apreciar en el DualShock 3, cuando se reproduce un CD original de PlayStation 1 en la PlayStation 3, o de manera digital con un videojuego de la consola ya mencionada, sin cambios en la configuración de retrocompatibilidad de la primera PlayStation, el mando DualShock 3 funciona como el DualDigital, aunque también puede funcionar como un DualAnalog, apagando la función de vibración y solo manteniendo la función analógica de los R3 y L3. Y obviamente el mando de PS3 puede funcionar como un DualShock 1.

- Este mando es obligatorio en algunos juegos de la primera PlayStation, como Doom, Crash Bandicoot, etc.